# 인터넷 수능
인터넷 수능은 EBS에서 발행하는 대학수학능력시험 대비 교재이다. 2011학년도부터 2016학년도 수능까지 연계 교재로 출판되었다. 수험생의 부담을 줄이기 위하여 2012학년도부터 2016학년도까지는 수학 영역 교재를 발행하지 않았다.
인터넷 수능의 교재는 온라인 강의만 제공되며, 인터넷을 통해 동영상 파일을 내려받을 수 있으므로 여러 운영 체제에서 시청할 수 있다.

## 교재의 구성
- 교재 목록(2016년/2017학년도 현재)

국어영역: 문학&독서, 문법다지기
영어영역: 영어빈칸추론, 영문법특강, 영어어휘특강
수학영역: 수학2&미적분1, 미적분2&기하와벡터, 확률과 통계

## 같이 보기
- 대학수학능력시험
- 대학수학능력시험 연계 교재
- EBSi